# سوني بيكتشرز إيميج وركس
سوني بيكتشرز Image works، اختصارا (SPI) هي شركة حائزة على جائزة الأوسكار، في فن التأثيرات البصرية والرسوم المتحركة الشركة مقرها في كلفر سيتي، ولاية كاليفورنيا، الولايات المتحدة الأمريكية. وهي شركة تابعة إلى شركة سوني لإنتاج الصور الرقمية، والتي تشرف على الإنتاج الرقمي وأصول الترفيه عبر الإنترنت من سوني بيكتشرز انترتينمنت.

## تاريخ الشركة
بدأت سوني بيكتشرز عملياتها في 1993. كان أول مشروع لها عبارة عن فيلم قصير لمدة 5 دقائق ChubbChubbs! من إخراج إيريك أرمسترونغ. وفي عام 2002، حصل على جائزة أوسكار لأفضل فيلم رسوم متحركة قصير. وكان Early Bloomer ، الذي تم إصداره في عام 2003 ، ثاني فيلم قصير للقسم وصُنع في الأصل كتمرين لقص القصة. وأكملت SPI أول مشروع رسوم متحركة لها في عام 2006 مع إطلاق Open Season
في عام 2007، استحوذت SPI على استوديوهات التأثير الهندي Visual Frame Flow للاستفادة من انخفاض تكاليف العمالة. ,أعيدت تسميته إلى Image works India ،كما تم افتتاح منشأة حديثة في تشيناي بعد عام، للاستفادة من التخفيضات الضريبية وقاعدة المواهب في نيو مكسيكو،  تم افتتاح منشأة لإنتاج الأقمار الصناعية في عام 2007 في البوكيرك، لتصبح أكبر عملية ما بعد الإنتاج في الولاية. وفي عام 2010، افتتحت SPI استوديو إنتاج في فانكوفر، كولومبيا البريطانية، من أجل الاستفادة من مجموعة المواهب المحلية وحوافز إنتاج الأفلام الحكومية. بعد ذلك بعامين، ضاعف الاستوديو مرافقه في فانكوفر، وفي الوقت نفسه، تم إغلاق استوديو البوكيرك بسبب تراجع إعانات نيو مكسيكو وصعوبة جذب الفنانين للانتقال إلى هناك.
في بداية عام 2014 ، كجزء من خطوة خفض التكاليف من سوني، نقلت SPI جزءًا من فريق التكنولوجيا الخاص بها من مقرها الرئيسي في مدينة كلفر إلى فانكوفر. وبحلول مايو 2014 ، تم نقل المقر الرئيسي والإنتاج بالكامل إلى فانكوفر، ولم يتبق سوى مكتب صغير في لوس أنجلوس. وفي الوقت نفسه، أغلقت SPI استوديوها الهندي، وبعد مرور عام، تم انتقال أكثر من 700 موظف إلى مقر جديد مساحته 74000 قدم مربع في فانكوفر.

## روابط خارجية
- سوني بيكتشرز إيميج وركس على موقع IMDb (الإنجليزية)

## وصلات خارجية
- سوني بيكتشرز Imageworks